# Guțal, Sofia
Guțal (în bulgară Гуцал) este un sat în comuna Samokov, regiunea Sofia,  Bulgaria. 

## Demografie
Componența etnică a satului Guțal
     Bulgari (99,29%)
     Nicio identificare (0,7%)
     Altele (0%)
La recensământul din 2011, populația satului Guțal era de 141 locuitori. Din punct de vedere etnic, majoritatea locuitorilor (99,29%) erau bulgari. Pentru 0,7% din locuitori nu este cunoscută apartenența etnică.